# Hans Lindberg
Hans Lindberg (Høje-Taastrup, 1º agosto 1981) è un pallamanista danese di origine islandese, ala destra del HØJ Elite.

## Carriera
È il top scorer all-time della Handball-Bundesliga, avendo segnato 3115 reti in 500 partite.
Ha giocato in nazionale dal 2003 al 2024 e con essa ha partecipato a due edizioni dei Giochi olimpici (2008, 2012). Inoltre ha vinto il mondiale nel 2019, ed ha ottenuto due secondi posti ai campionati mondiali (2011, 2013) e vinto due campionati europei (2008, 2012), ottenendo anche un secondo posto nel 2014.

## Palmares

### Club

#### Competizioni nazionali
- Campionato tedesco: 1

Amburgo: 2010-11
- Coppa di Germania: 1

Amburgo: 2009-10
- Supercoppa di Germania: 2

Amburgo: 2009, 2010

#### Competizioni internazionali
- Coppa dei Campioni / Champions League: 1

Amburgo: 2012-13
- EHF Cup/European League: 2

Füchse Berlino: 2017-18, 2022-23
- IHF Super Globe: 1

Füchse Berlino: 2016

### Nazionale
- Olimpiadi

 Parigi 2024
- Mondiali

 Danimarca e Germania 2019, Polonia e Svezia 2023
 Svezia 2011, Spagna 2013
 Germania 2007
- Europei

 Norvegia 2008, Serbia 2012
 Danimarca 2014, Germania 2024
 Slovacchia e Ungheria 2022

### Individuale
- Håndboldligaen

Miglior ala destra 2002-03, 2003-04, 2004-05, 2005-06, 2006-07
capocannoniere 2006-07
- Handball-Bundesliga

miglior ala destra 2007-08, 2008-09, 2010-11, 2012-13
capocannoniere 2009-10, 2012-13, 2021-22
- Pallamanista danese dell'anno 2009
- Coppa di Germania

capocannoniere 2012-13
- EHF Champions League

capocannoniere 2012-13
- Campionato mondiale di pallamano maschile 2013: miglior ala destra
- EHF Cup

capocannoniere 2016-17, 2017-18